# Timbres de France 1871
Cet article recense les timbres de France émis en 1871 par l'administration des Postes.

## Légende
Pour chaque timbre, le texte rapporte les informations suivantes :
- date d'émission, valeur faciale et description,
- formes de vente,
- artistes concepteurs et genèse du projet,
- date de retrait, tirage et chiffres de vente,

ainsi que les informations utiles pour une émission donnée.
Il n'y a pas d'émission nouvelle avant le mois de septembre.

## Septembre
Le 1er septembre 1871, les tarifs sont modifiés comme suit :
| Échelon de poids              | Tarif général (entre villes différentes) | Tarif local (même ville) | Tarif spécifique (Paris) |
| ----------------------------- | ---------------------------------------- | ------------------------ | ------------------------ |
| 1er : jusqu'à 10 g            | 25 c.                                    | 15 c.                    | moins de 15g : 15 c.     |
| 2e : de 10 g à 20 g           | 40 c.                                    | 25 c.                    | 15g à 30g : 30 c.        |
| 3e : de 20 à 100 g            | 70 c.                                    | 40 c.                    | 30g à 60g : 45 c.        |
| par tranche de 100 g, au-delà | 50 c.                                    | 25 c.                    | par 30g sup. : 15 c.     |

Le poids maximal est fixé à 1 kilogramme : par exemple le port maximal est de 10,20 francs pour une lettre entre deux bureaux de distribution.
Ce tarif sera appliqué jusqu'au 31 décembre 1875.
Les timbres aux nouvelles valeurs correspondant au tarif n'était pas disponible dès le 1er septembre dans tous les bureaux. Ainsi, les courriers dit de « septembre 1871 » présentent, sur une période d'environ trois semaines à un mois (voire un mois et demi selon les lieux), une très grande variété de combinaisons de timbres-poste.
De plus, par mesure d'économie, ordre avait été donné d'utiliser les stocks de timbres-poste disponibles localement en priorité, quitte à commander des valeurs d'appoint en cas de manque (des timbres à 5 centimes par exemple).
Ces affranchissements de fortune, outre des combinaisons variées et colorées, ont été aussi réalisées avec des timbres coupés en deux, voire en quatre, pour une valeur d'affranchissement de moitié, ou du quart de la faciale, mais de nombreux faux existent.

### Nouvelle sérieCérès,IIIeRépublique, 25 centimes bleu

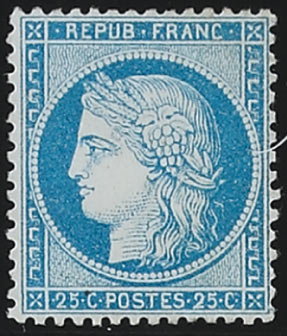
Cérès, 25 centimes bleu de 1871.

Émis en théorie le 1er septembre 1871, à la suite de l'augmentation des tarifs au premier septembre 1871, ce timbre correspond à l'affranchissement d'une lettre ordinaire de moins de 10 grammes de bureau à bureau. Il ne sera pas disponible immédiatement dans tous les bureaux de poste, par mesure d'économie principalement, pour épuiser les anciennes valeurs disponibles.
Il existe trois types de ce timbre, qui correspondent à trois reprises du poinçon initial pour réaliser les planches d'impression.

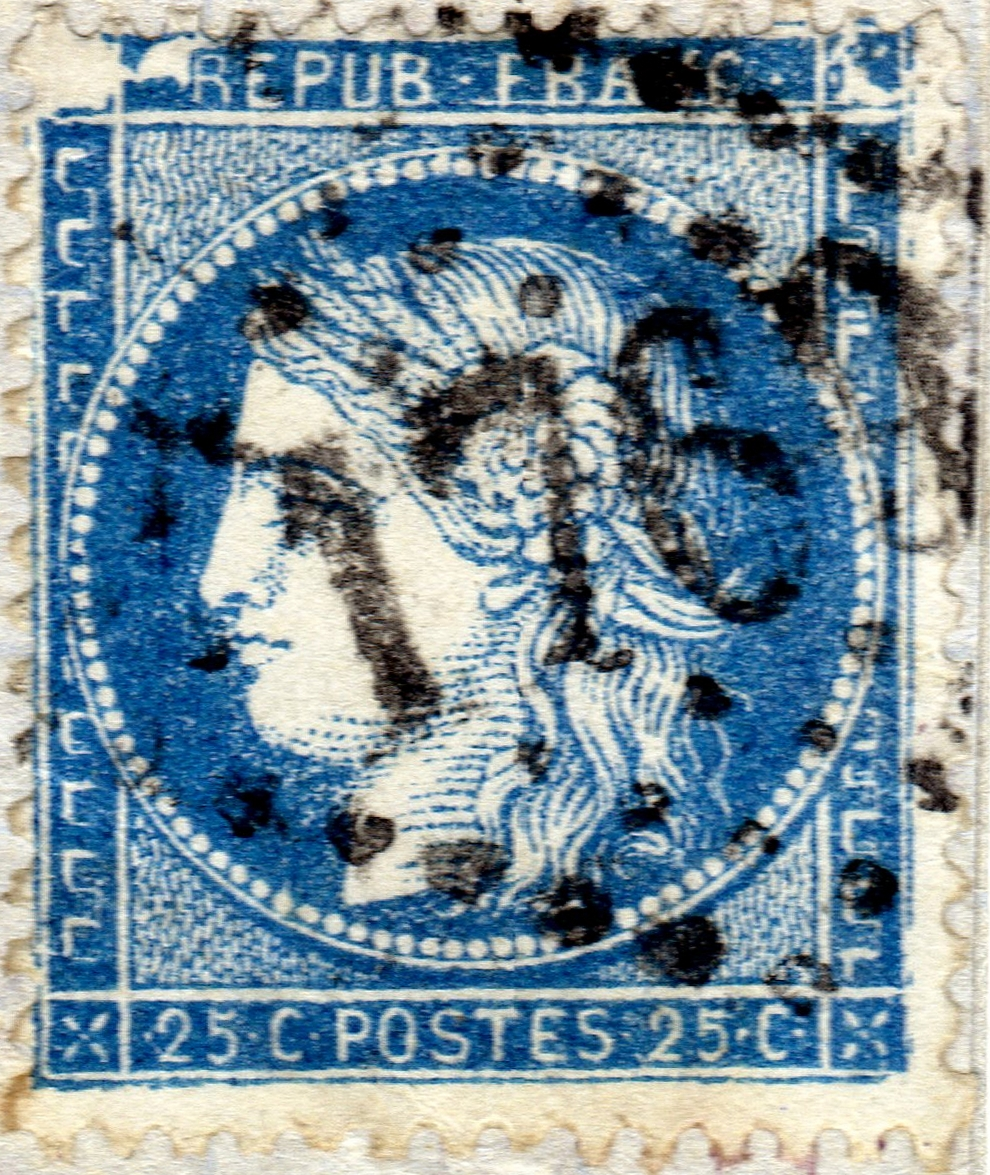
Cérès 25 c bleu type I. Variété « Grande Cassure, 146A2 8 état »,,.

Le type I correspond au premier tirage en usage entre septembre 1871 et novembre 1873, c'est le tirage le plus fréquent : 600 000 000 de timbres seront produits à l'aide des planches d'impressions de 1850 encore utilisables.
Le type II, le plus rare, est dix fois moins fréquent que le précédent, et il ne sera utilisé que durant 5 mois, entre novembre 1873 et mars 1874.
Le dernier type (type III) est utilisé jusqu'à épuisement des 525 000 000 d'exemplaires émis et jusqu'au remplacement du type Cérès par un timbre de même valeur et de couleur bleu outremer au type Sage en mai 1876.
Le 25 centimes bleu est le premier timbre de la seconde série des Cérès de la IIIe République, il est pourtant souvent placé parmi les derniers timbres de ce type dans certains catalogues.
Ce timbre présente de nombreuses variétés constantes identifiées et localisées dans les planches d'impression, et il présente aussi une grande palette d'oblitérations ; il constitue un univers de collection en soi.

### Cérès, 15 centimes bistre-jaune, dentelé, dit « petits chiffres »

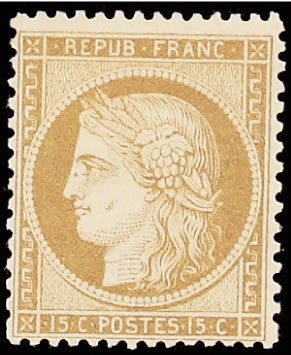
Cérès 15 centimes bistre jaune « petits chiffres » de 1871

Émis le 2 septembre 1871, il ne sera pas disponible immédiatement dans tous les bureaux de poste. Sa valeur correspond au tarif d'une lettre de moins de 10 grammes postée et distribuée dans la même circonscription postale.
Il sera produit, quasi en continu entre septembre 1871 et 1873, quelque 130 000 000 timbres-poste de cette valeur, en réutilisant les anciennes planches d'impression du 15 centimes Cérès vert de 1850. Il est remplacé en juin 1873 par un timbre de même effigie, même valeur et même couleur, mais donc le chiffre de la valeur est modifié lors de la réalisation de nouvelles planches d'impression : le 15c bistre dit « gros chiffre ».

## Décembre

### Napoléon III, 5 centimes vert pâle sur bleuté, dentelé

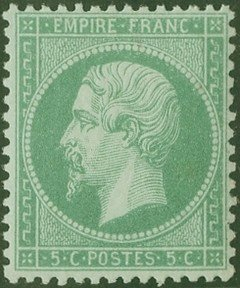
5 centimes vert sur papier bleu-vert de 1871

Certains timbres à l'effigie de Napoléon III ont connu une histoire prolongée après la chute de l'Empire, en 1871-1872, en raison du changement de tarif du 1er septembre 1871 : notamment le 5 centimes vert type Napoleon III dentelé de 1863.
Dans le cas du 5 centime vert sur bleuté, il ne s'agit pas d'un « tirage de la Commune » (avril à mai 1871), ni d'un tirage réalisé durant le « siège de Paris » contrairement à ce que laissent entendre certains catalogues.
L'augmentation des tarifs de 20 centimes à 25c. pour la lettre ordinaire, ou de 10c. à 15c. pour le tarif local (tarif du 24 août 1871 applicable au 1er septembre 1871) provoqua un fort besoin de timbres de 5 c. comme valeur de complément. Les planches d'impression du 5c Empire sont remises en service, faute de disposer de planches au type Cérès, dans l'attente d'approvisionnement des bureaux en timbres à 25 centimes au type Cérès (de 1849) en cours de fabrication, et aussi pour écouler les stocks de timbres aux valeurs antérieures par mesure d'économies.

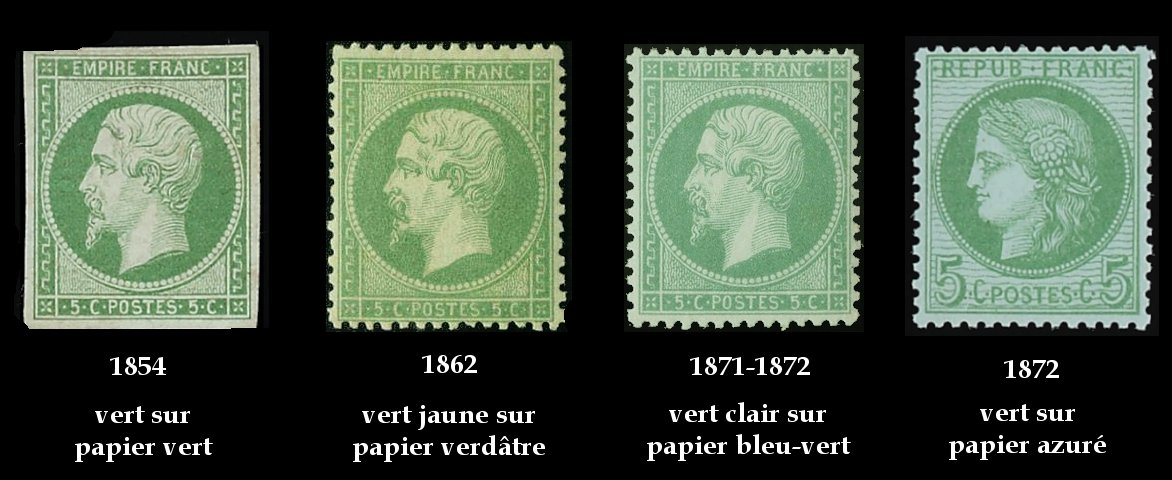
Comparaison des couleurs des timbres de France à 5 centimes vert entre 1854 et 1872.

Le 5 c. vert pâle de type Napoléon non lauré dentelé fut réimprimé plusieurs fois, au moins deux tirages ont été caractérisés.
Le premier tirage est réalisé sur un papier teinté bleu-verdâtre pâle imprimé en décembre 1871 sur le papier normalement utilisé pour le 1 centime type Napoléon lauré (1870).
Le second tirage, vert plus foncé sur un papier teinté bleu-azuré, est réalisé en juillet 1872 sur le papier normalement utilisé pour l'impression des timbres au type Cérès à 5 centimes, imprimé durant le premier semestre de 1872. Pour ce second tirage, il est probable que les deux timbres (5c. Empire dentelé et 5c. Cérès) aient été imprimés en parallèle, une seule planche d'impression des nouveaux timbres étant disponible dans un premier temps à l'atelier, et en complément lors d'une forte demande des bureaux de poste de timbres à 5 centimes (plus de 275 000 timbres à 5c. étaient alors produits chaque jour en moyenne pour satisfaire la demande), ce second tirage est beaucoup plus rare que le précédent.
Tous ces tirages du 5c vert-jaune sur « bleuté » présentent une impression usée, les traits manquent de finesse, voir dans les cas extrêmes flous, les ondulations du fond sont empatées, ce qui les différencie des tirages antérieurs (de 1863 à 1868) en plus de la couleur du papier.
On trouve ces deux timbres sur lettre à partir de la mi-décembre 1871, ils n'ont donc pas été utilisé sur les courriers avec des affranchissements de fortune dit de « septembre 1871 », mais ultérieurement, les cachets à dates sont donc aussi un repère pour les reconnaitre.

### Non émis: 10 centimes bistre Napoleon III, type «Empire Lauré de 1863»

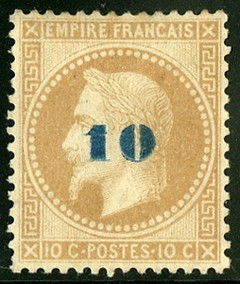
10 centimes bistre, surchargé 10 en bleu

Le 10 c. bistre lauré (de 1863, type 2 à « gros points ») fut surchargé d'un « 10 » de couleur bleu foncé, répétant sa valeur faciale.
L'origine de ces timbres non émis est toujours sujet de discussions. Plusieurs hypothèses existent :
1. Pour le catalogue Timbres de France (édition Yvert et Tellier, 2008), fin 1871, on envisagea d'utiliser le stock d'invendus de cette valeur pour pallier un manque de timbres possible à l'approche du Nouvel An (10 c. étant devenu la valeur d'affranchissement de la carte postale). La surcharge aurait permis d'éviter la confusion avec les timbres au type Cérès à 15 centimes et de même couleur bistre[4]. Cette hypothèse est peu probable, car il y aurait des traces comptables de ce stock ou de sa « sortie » de stock vers un imprimeur privé, en effet les timbres sont des valeurs fiduciaires, comme les billets de banque, tout « mouvement » est contrôlé[5].
2. Pour le catalogue de cotation Dallay, 2007-2008, la Commune de Paris aurait préparé leur utilisation, et la surcharge aurait permis de masquer le visage de l'empereur. Dans cette hypothèse, le contexte expliquerait la disparition des archives, mais leur réapparition est tardive alors qu'il y avait pénurie de timbres-poste après la guerre de 1870 et que tous les timbres ont été récupérés, y compris ceux imprimés ensuite durant la Commune[5].

Dans tous les cas, ces timbres authentiques, dont il n'existe aucune trace officielle, sont considérés comme des non émis. Ils n'existent que neufs avec gomme, et n'ont jamais été vendus au public pour l'affranchissement du courrier,. Seules quelques feuilles de timbres ont été morcelées sur les marchés philatéliques.